# Helvetica Neue
Helvetica Neue és un tipus de lletra de pal sec (Clasif. Vox: Lineale B Neo-Grotesque). Helvetica Va ser dissenyada per Max Miedinger per la fundació de tipografies Haas'sche Schriftgießerei. Va ser la font més important a l'època de la postguerra.
La versió Neue suposa una revisió important del traçat original, amb una estructura més unificada d'alçades i amplades. Desenvolupada per D. Stempel AG, el fill del director de Linotype.
L'estudi va anar a càrrec de Wolfgang Schimpf i el va assistir Rinhard Haus. El manager del projecte fou René Kerfante. Entre els canvis més significatius podem incloure una millor llegibilitat, més espais entre números, marques de puntuació més fortes i un disseny més actual.

## Comparativa Helvetica amb Helvetica Neue
Llista de canvis:
- El perfeccionament dels caràcters. Una sèrie de caràcters s'han canviat subtilment per ser més coherents i amb més harmonia amb les característiques de disseny global, així com per millorar la llegibilitat. Per exemple, es van ampliar les barres transversals a la f i t minúscula per millorar el reconeixement dels caràcters en el text.

- Millor puntuació. Alguns elements de puntuació han estat redissenyats per millorar l'equilibri i la millora dels resultats en la reproducció.

- Pesos addicionals. Tota la família de fonts Helvetica Neue, inclou vuit pesos més amb cursiva per al tipus regular, oblics per a les versions ampliades, així com nou pesos més els oblics per a la versió condensada. També hi ha una versió de contorn en negreta amb l'ample normal. El total resultant és de 51 pesos en total - moltes més que en la família d'origen.

- Nou sistema de numeració. Cada pes s'identifica per un nombre -, a més del nom de pes - per facilitar la consulta, semblant a la Univers® Frutiger®.

- Ajustaments de tapa i alçada. L'alçada de la tapa és coherent en tota la família, la correcció subtil de les diferències en la versió anterior. L'alçada de la x s'ha ajustat per parèixer visualment el mateix en tots els pesos. Les altures a les versions anteriors eren de la mateixa alçada, però, ja que el tipus tendeix a mirar més curt, ja que es torna més pesada, la nova altura compensa aquesta il·lusió òptica.

## Aplicació de la tipografia Helvètica a marques corporatives
Tant Helvetica com Helvetica Neue han estat i són unes de les fonts més reconegudes pels dissenyadors a l'hora de confeccionar logotips comercials i corporatius.
Exemples:

Logo 3M
Logo Jeep
Logo Microsoft

Apple Inc. ha usat Helvetica al seu sistema operatiu Mac OS X, iOS (abans iPhone OS), i a l'iPod. Amb iPhone 4 i el seu increment de resolució Retina Display emplea Helvetica Neue.
El diari El País usa Helvetica Neue Extra Black Condensed. El Adelanto de Salamanca, El Mundo i El Periódico de Catalunya Helvetica Bold. Els diaris Córdoba, Jaén i Levante-EMV Helvetica Neue Bold.